# Chiesa dei Santi Simone e Giuda (San Pietro in Casale)
La chiesa dei Santi Simone e Giuda è la parrocchiale a Rubizzano, frazione di San Pietro in Casale nella città metropolitana di Bologna. Appartiene al vicariato di Galliera dell'arcidiocesi di Bologna e la sua storia inizia nel XII secolo.

## Storia

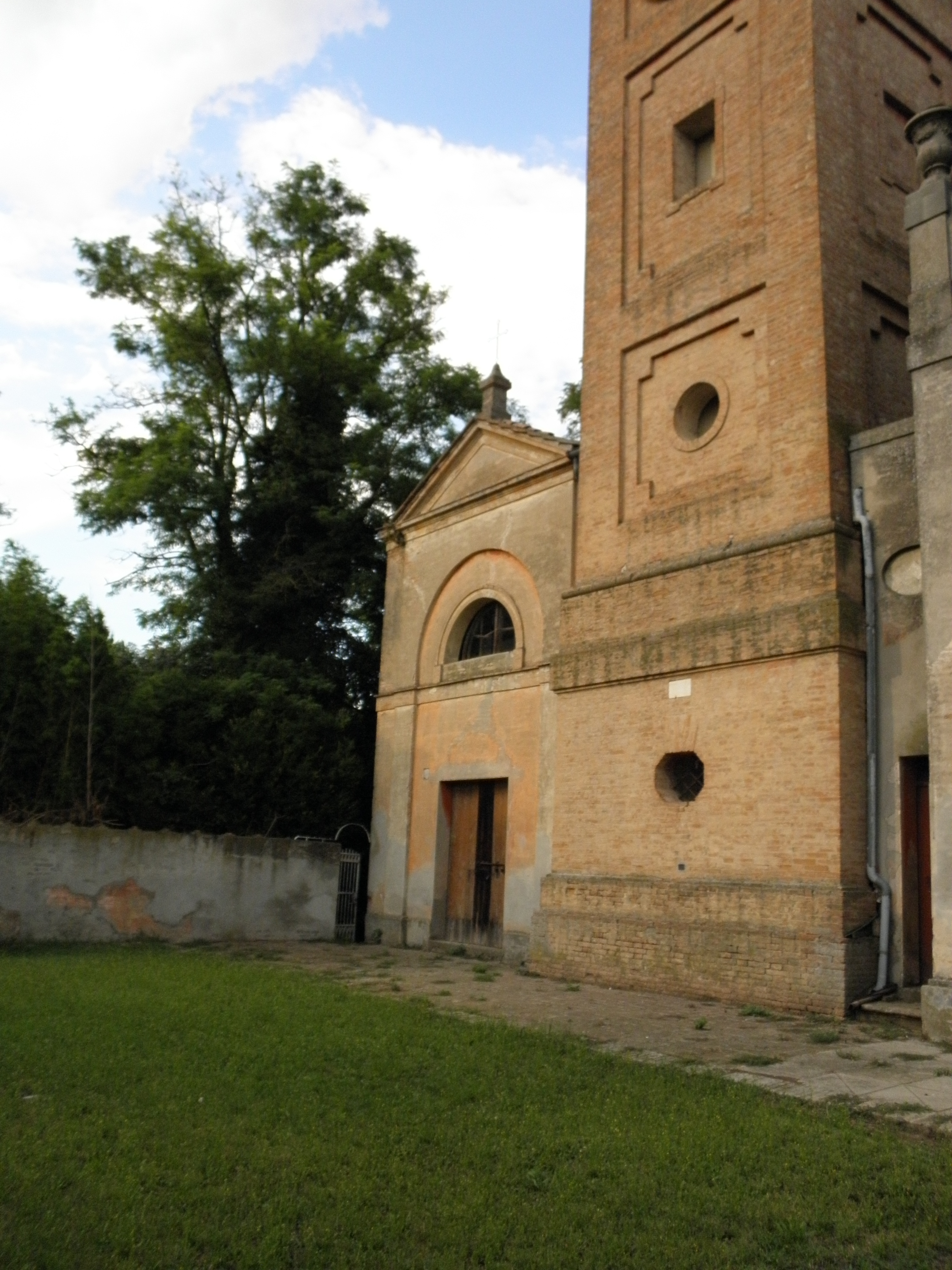
Base della torre campanaria e oratorio della chiesa.

Le prime fonti storiche che citano la chiesa con dedicazione ai santi Simone e Giuda nella località di Rubizzano sono dell'XI secolo. In quel periodo il luogo di culto risultava dipendente dalla non vicina abbazia territoriale della Vangadizza, in Veneto.
Nella seconda metà del XVI secolo risultò legata alla pieve di San Giorgio di Piano e in seguito a quella di San Pietro in Casale.
Fu solo circa tre secoli più tardi che si intervenne sull'antica struttura, nella seconda metà del XIX secolo, quando venne riedificato con ogni probabilità la torre campanaria. Negli stessi anni anche la chiesa fu oggetto di restauro.
Durante il terremoto dell'Emilia del 2012 la chiesa subì diversi danni e fu necessario procedere a lavori di messa in sicurezza e restauro.

## Descrizione

### Esterno
Il complesso è formato, oltre che dalla chiesa, dalla sua torre campanaria, dalla canonica e dall'oratorio.  
La facciata a capanna è classicheggiante, con frontone triangolare superiore e, ai lati, due brevi parti a salienti che corrispondono al volume della cappelle laterali.
Il portale di accesso è architravato e la torre campanria si alza sulla parte sinistra, in posizione avanzata.

### Interno
La navata interna è unica ma ampliata dalle cappelle laterali.